# ثراء جبيل
ثراء جبيل (5 يناير عام 1991) هي ممثلة وكاتبة مصرية، تخرجت من المعهد العالي للسينما، وحصلت على دبلوم الدراسات العليا في مجال السيناريو. شاركت في بطولة عدد من الأفلام الروائية القصيرة وفي عدد من مشاريع تخرج المعهد العالي للسينما. كما شاركت في عام 2013 في بطولة ثلاث مسلسلات، وهي: نكدب لو قلنا ما بنحبش، ذات، آدم وجميلة، ثم شاركت في العام التالي في مسلسلات سجن النسا، صديق العمر، ثم كفر دلهاب.

## أعمالها

### الأفلام
- 2013: قبل الربيع
- 2016: تفاحة حواء
- 2018: بين بحرين
- 2021: الكاهن
- 2022: أما عن حالة الطقس (ضيفة شرف)
- 2023: اتنين للإيجار
- 2023: رهبة
- 2024: تاني تاني

### الأفلام القصيرة
- 2011: 41 يوم
- 2014: 1984
- 2018: نفس الدرجة
- 2019: أمان زيادة
- 2023: فعل فاضح

### المسلسلات
- 2013: نكدب لو قلنا ما بنحبش
- 2013: بنت اسمها ذات
- 2013: آدم وجميلة
- 2014: صديق العمر
- 2014: سجن النسا
- 2015: طريقي
- 2015: حواري بوخاريست
- 2015: الكابوس
- 2017: كفر دلهاب
- 2018: الرحلة
- 2019: لآخر نفس
- 2019: شقة فيصل
- 2019: شبر ميه
- 2019: بحر
- 2020: خط ساخن
- 2020: القمر آخر الدنيا
- 2021: خارج السيطرة
- 2022: وش وضهر
- 2022: المشوار
- 2022: اتزان
- 2022: آخر دور
- 2024: إقامة جبرية

### المسرحيات
- 2017: يوم أن قتلوا الغناء
- 2019: الملك لير